# Chuck Grigsby
Charles Lee "Chuck" Grigsby (Dayton, Ohio; 15 de agosto de 1928 - Kettering, Ohio; 15 de julio de 2003) fue un jugador de baloncesto estadounidense que disputó una temporada en la NBA. Con 1,96 metros de estatura, jugaba en la posición de alero.

## Trayectoria deportiva

### Universidad
Jugó cuatro temporadas en los Flyers de la Universidad de Dayton, siendo tras su compañero Monk Meineke el segundo jugador de dicha institución en jugar en la NBA. Promedió 9 puntos por partido en su temporada júnior y 14 en la sénior, en la que se clasificaron para disputar tanto el NIT como el Torneo de la NCAA. Su mejor anotación en un partido la consiguió ante Southern Mississippi el día de año nuevo de 1952, al lograr 40 puntos.

### Profesional
Fue elegido en el Draft de la NBA de 1952 por Baltimore Bullets, pero fue llamado ese año para cumplir el servicio militar en el Ejército de los Estados Unidos, donde permaneció dos años. A su regreso, y sin debutar en los Bullets, fue traspasado junto con Al McGuire y Connie Simmons a los New York Knicks a cambio de Ray Felix. Allí jugó siete partidos, en los que promedió 2,3 puntos y 1,6 rebotes. Tras ser despedido, el resto de la temporada la pasó de gira con los Harlem Globetrotters, en el equipo rival.

## Estadísticas de su carrera en la NBA

### Temporada regular
| Temporada | Edad | Equipo          | Liga | Pos. | P | TIT | MIN | TC  | TCA | %TC  | 3P | 3PA | %3P | TL  | TLA | %TL  | R.OF. | R.DEF. | REB | ASIS | ROB | TAP | PER | FP  | PTS |
| 1954-55   | 26   | New York Knicks | NBA  |      | 7 |     | 6.4 | 1.0 | 2.7 | .368 |    |     |     | 0.3 | 1.1 | .250 |       |        | 1.6 | 1.0  |     |     |     | 1.3 | 2.3 |
| Total     |      |                 | NBA  |      | 7 |     | 6.4 | 1.0 | 2.7 | .368 |    |     |     | 0.3 | 1.1 | .250 |       |        | 1.6 | 1.0  |     |     |     | 1.3 | 2.3 |